# Когутики гірські
Когутики гірські, стрептоп листообгортний (Streptopus amplexifolius) — багаторічна трав'яниста рослина родини лілійні (Liliaceae), поширена в північній частині Північної Америки. Етимологія: лат. amplexus — «оточувати, стиснути», лат. folius — «листя».

## Опис
Рослини з товстими кореневищами. Стебла вільно розгалужені, міцні, 5–12 дм, часто з червонуватими волосками при основі. Листки 5–15 × 2.5–6 см, пластини від яєчно-довгастої до довгасто-ланцетної форми, при основі стиснуто-сердеподібні й огортають стебло, вершини гострі. Квіти 1–2 на піхву, листочки оцвітини розлогі, загинаються на кінчиках, білі або зеленувато-жовті, вузько-довгасто-ланцетні, 9–15 мм; тичинки нерівні, зовнішні коротші, 0.8–1 мм, внутрішні 2–3 мм, пиляки ланцетні 3–3.5 мм. Ягоди білувато-зелені дозрівають до жовтувато-оранжевого або червоного забарвлення, еліпсоїдні, 10–12 мм. Насіння 2.5–3 мм.
В Україні зростає в тінистих вологих лісах — у Карпатах (піднімається до зони криволісся), досить звичайний. Входить до переліку регіонально-рідкісних видів, що потребують охорони в межах Львівської області.

## Поширення
Північна Америка: Канада; США, Сен-П'єр і Мікелон, пд. Ґренландія — рідко; Азія: Японія; Європа: Австрія, Ліхтенштейн, Болгарія, колишня Чехословаччина, Франція, Німеччина, Швейцарія, Іспанія, Італія, колишня Югославія, Польща, Румунія, Україна. Населяє багаті вологі хвойні та листяні ліси; на висотах 0–2800 м.

## Галерея

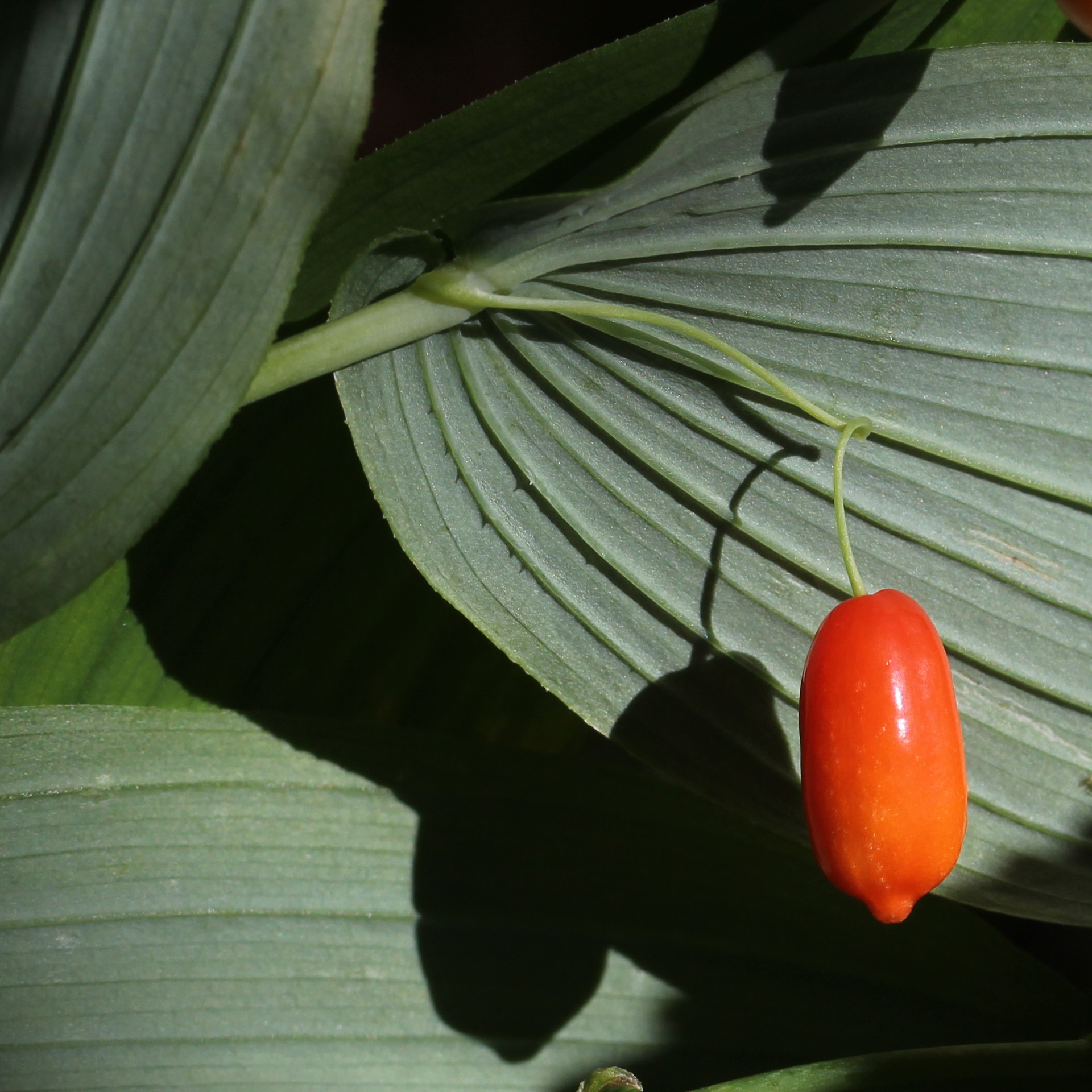
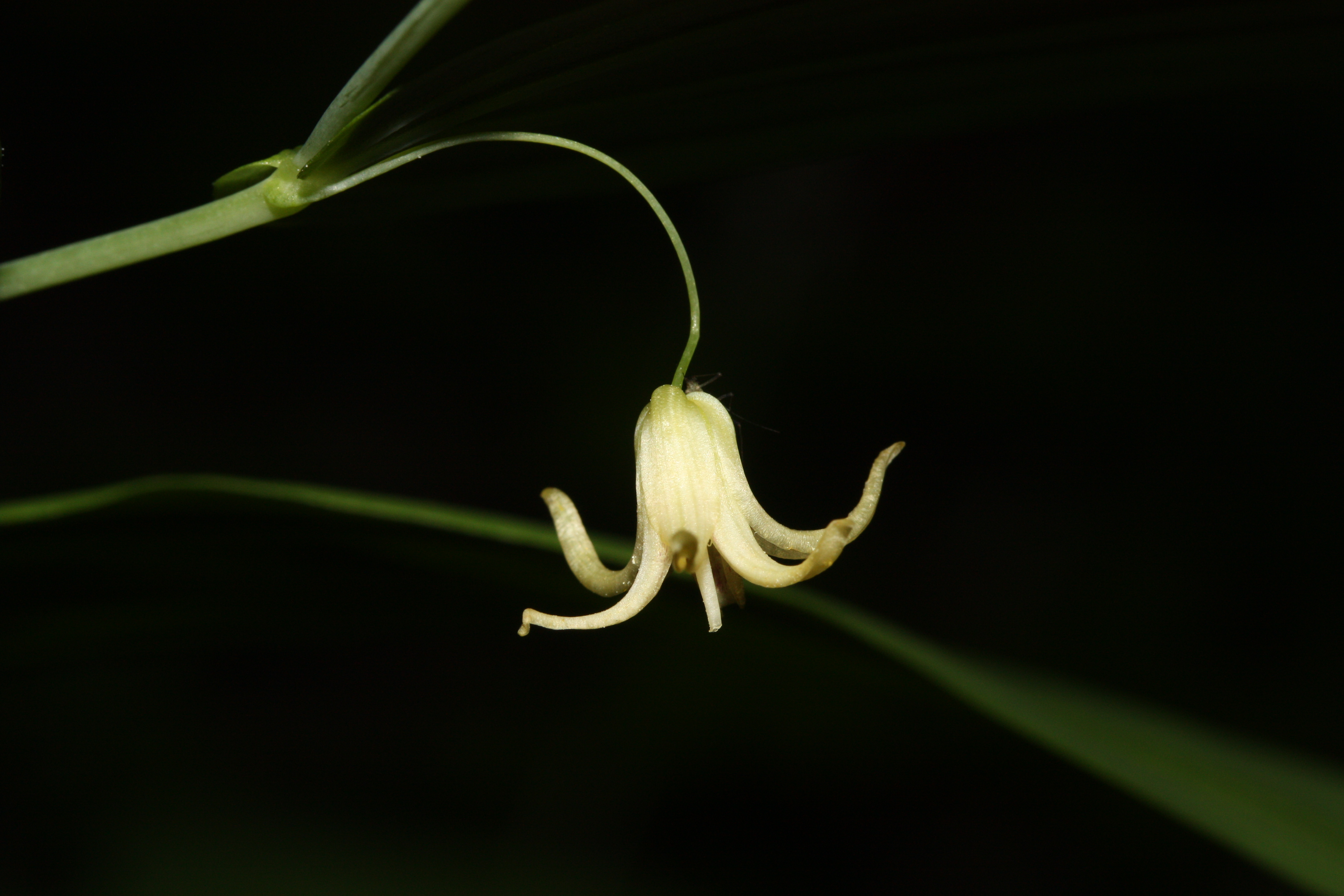
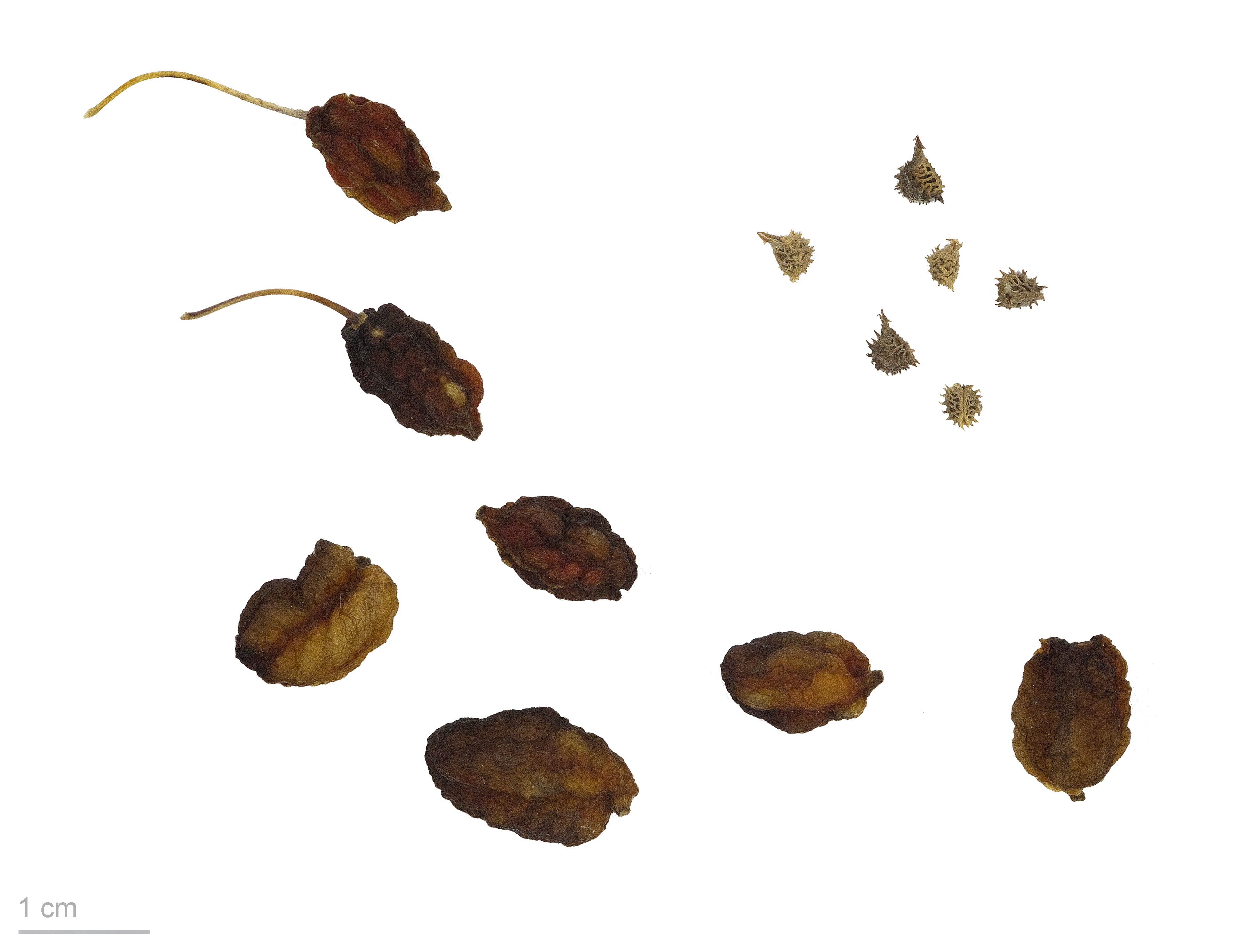
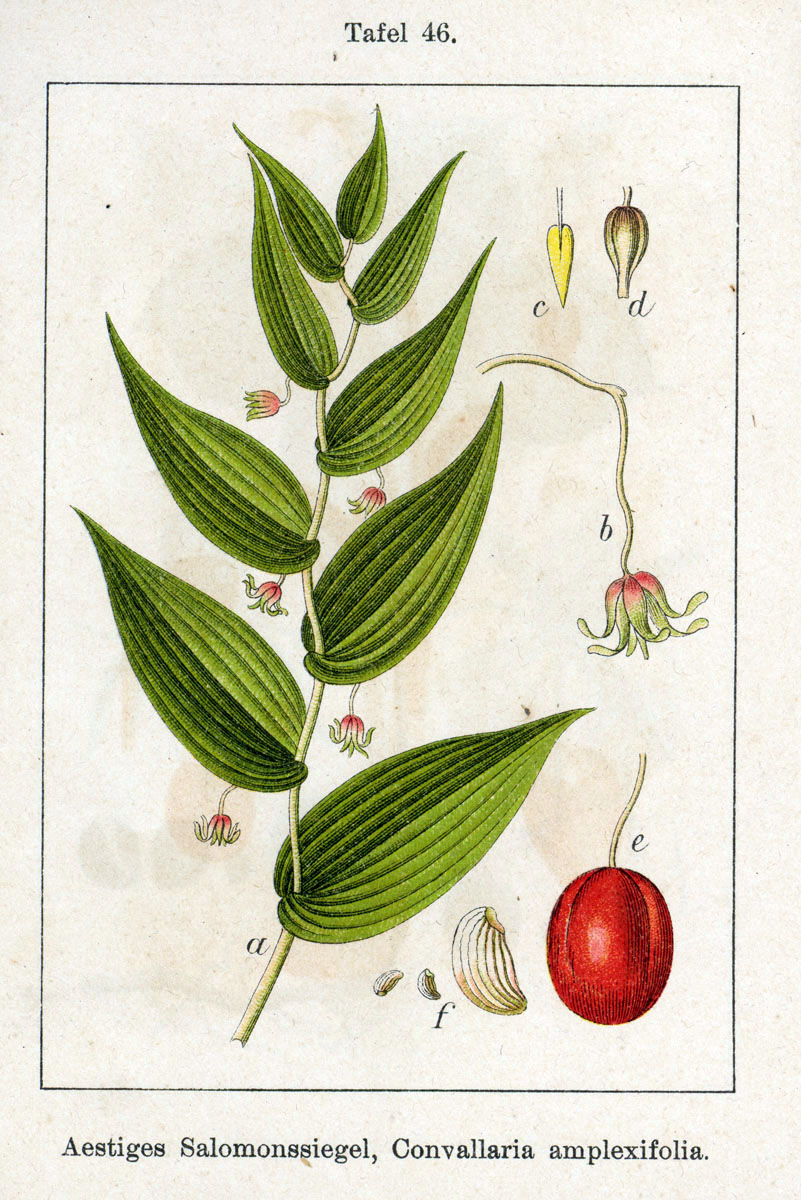